# Boeing 717
O Boeing 717 é um avião bimotor desenvolvido para o mercado de 100 assentos. A aeronave foi projetada e comercializada pela McDonnell Douglas como MD-95, a terceira geração do DC-9. Com capacidade para até 117 passageiros, o 717 tinha um alcance máximo de 2.060 milhas náuticas (3.815 km). O avião era equipado com dois motores Rolls-Royce BR715 turbofan.
A primeira encomenda foi realizada em outubro de 1995; A McDonnell Douglas e a Boeing juntaram-se em 1997, antes do início da produção, e os primeiros aviões a entrar em serviço em 1999 foram vendidos como Boeing 717. A produção foi encerrada em maio de 2006, após um total de 156 aeronaves construídas.

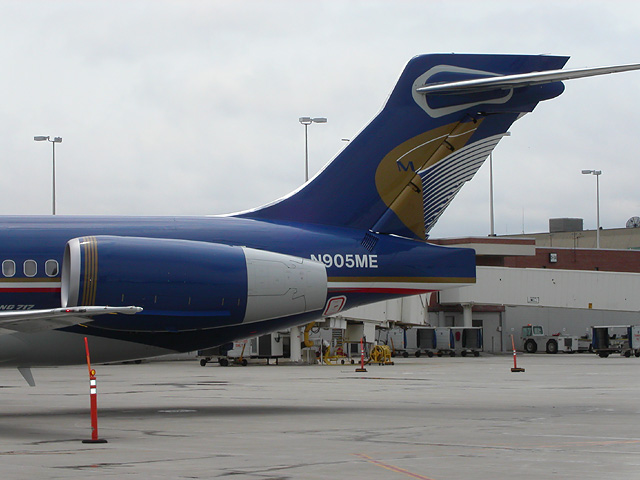
Traseira de um Boeing 717.

O Boeing 717 é o menor jato construído pela empresa depois do Boeing 737. Era uma opção de jato regional. Contudo, um dos fatores que contribuíram com sua saída do mercado de jatos regionais foi a saturação de oferta neste segmento, já atendido por aeronaves como o Embraer 170, 190, 195, Bombardier CRJ-700, Fokker 70 e 100 e até mesmo a Airbus, com o A318. O projeto foi lançado em 1995, sendo que os primeiros protótipos começaram a voar em 1998.

## Projeto e Desenvolvimento

### Antecedentes
A terceira parte do século XX foi difícil para os fabricantes de aeronaves. A fabricante que uma vez foi líder indiscutível do mercado, a Douglas, enfrentou problemas com as vendas de sua aeronave, o Douglas DC-8 e a grande eficiência do Boeing 737 contra seu DC-9. O trabalho de financiar o seu futuro trijato, o DC-10, foi muito difícil, pelo qual a firma viu-se obrigada a fazer uma fusão com a especialista militar McDonnell, em 1967.
Depois da fusão corporativa, a McDonnell Douglas (MDC) continuou lutando por sua existência: a línha de produção do DC-8 fechou em 1972; ao buscar entrar no mesmo mercado especializado com o DC-10 perdeu dinheiro, assim como o seu rival, o Lockheed Tristar. Somente o DC-9 continuou vendendo bem; para 1982 se haviam construído em torno de 1000 unidades, quando se alargou e renomeado como Série MD-80. Mais de 1100 MD-80s entraram em serviço durante a década de 1980 e ao princípio da década de 1990. Sem embargo, a próxima versão, o MD-90, não vendeu muito, foram construídas apenas 117 unidades. Contudo, este número é maior que o das vendas do 737-600 e do Airbus A318.

### Produção

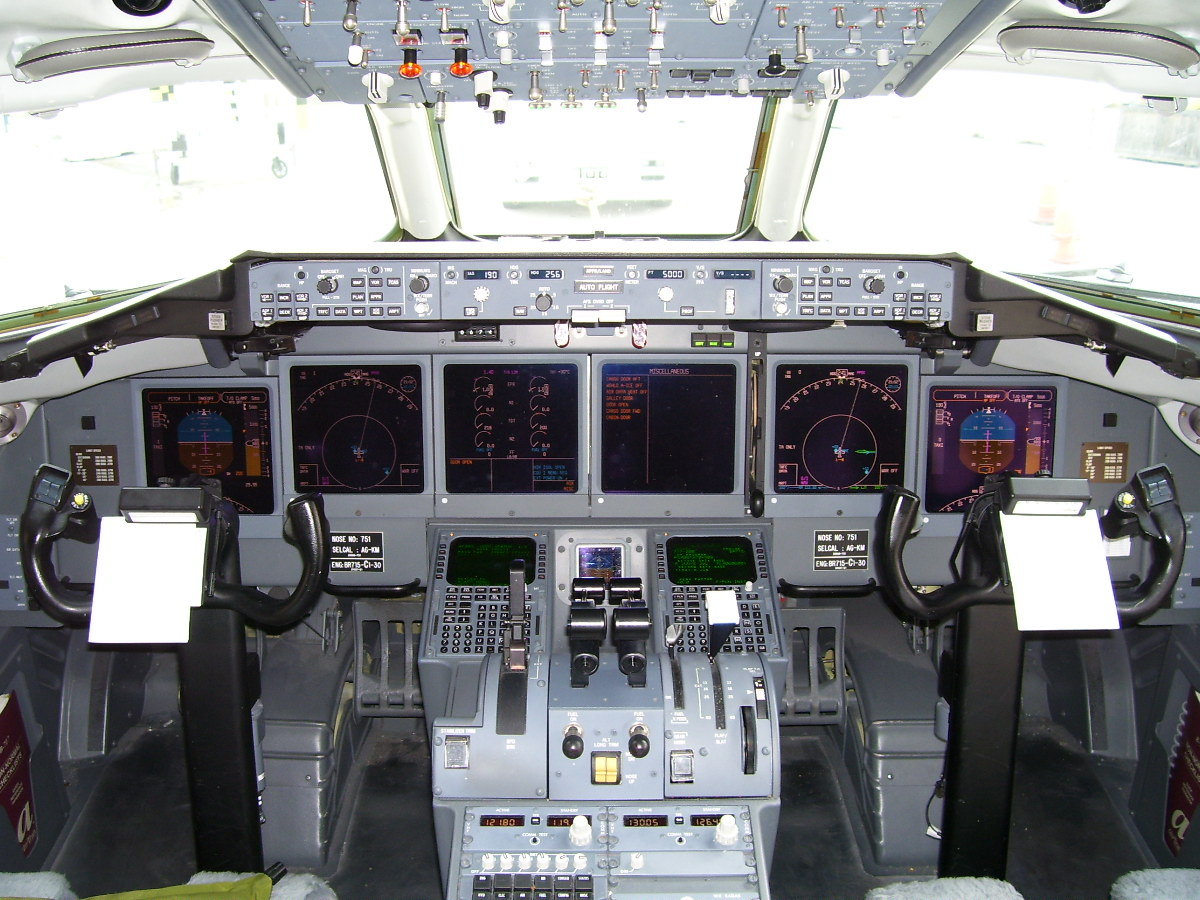
Cabine do Boeing 717.

A Douglas construiu o DC-9 para ser um avião para curtas distâncias (short range) para complementar sua linha de aeronaves, que ja contava com o grande quadrimotor DC-8 no final dos anos 60. O DC-9 veio com novo design, sendo dois motores a jato montados atrás Pratt & Whitney JT8D, uma pequena mas altamente eficiente asa , e uma cauda em formato de "T". O DC-9 voou pela primeira vez em 1965 e entrou para o serviço prestado a linhas aéreas um ano depois.  Quando a produção terminou em 1982, em torno de 976 DC-9 haviam sido produzidos.
O MD-80 foi introduzido no mercado de transporte aéreo em 1980. O design foi como uma segunda geração do DC-9.  Foi uma versão maior do DC-9-50 com um grande MTOW (Maximum Take-off Weight ou Peso Máximo de Decolagem) e maior capacidade no tanque de combustível.  Por volta de 1200 MD-80 Foram entregues de 1980 a 1999.
O MD-90 foi produzido como uma nova geração da série MD-80.  Foi lançado em 1989 e voou pela primeira vez em 1993.  O MD-90 era mais longo e potente, empregando motores mais silenciosos e eficientes. No entanto, o MD-90 não foi considerado um sucesso de vendas com apenas 117 aviões comercializados.

### MD-95
O MD-95 foi inicialmente anunciado em 1991, como o MD-87-105, uma versão menor, com 105 assentos do MD-80.  Ele foi concebido para substituir a série DC-9, que estava há trinta anos em produção.  O projeto do MD-95 envolveu uma completa revisão do sistema, voltando para o design original DC-9-30 e renovando-o com novos motores, cockpit e outros sistemas modernos. Historicamente, a aeronave vendeu mal, assim como outras aeronaves deste tipo como o MD-87, o Boeing 747SP, Boeing 737-600, Airbus A318 e o Airbus A340-200.  O MD-95 não faz parte da série MD-80/MD-90, sendo apenas uma versão modernizada do DC-9-30.
O nome "MD-95" foi escolhido para homenagear o ano anterior a seu lançamento. Entretanto, a McDonnell Douglas não pôde encontrar um cliente (companhia aérea) que lançasse a aeronave.  Por muito tempo a McDonnell Douglas serviu a companhia aérea Scandinavian Airlines System (SAS), mas esta optou pelo 737-600 para ser sua nova aeronave com mais de cem assentos antes do lançamento do MD-95 em março de 1995. Também em outubro de 1995, a companhia de baixo custo norte-americana ValuJet encomendou cinquenta MD-95s, mais 50 opções. Geralmente, os novos aviões têm uma ou mais companhias aéreas, grandes e bem estabelecidas como clientes de lançamento da aeronave. O lançamento do MD-95 foi visto como um reflexo da dificuldade da McDonnell Douglas em vender suas aeronaves.

### Reposicionamento da marca

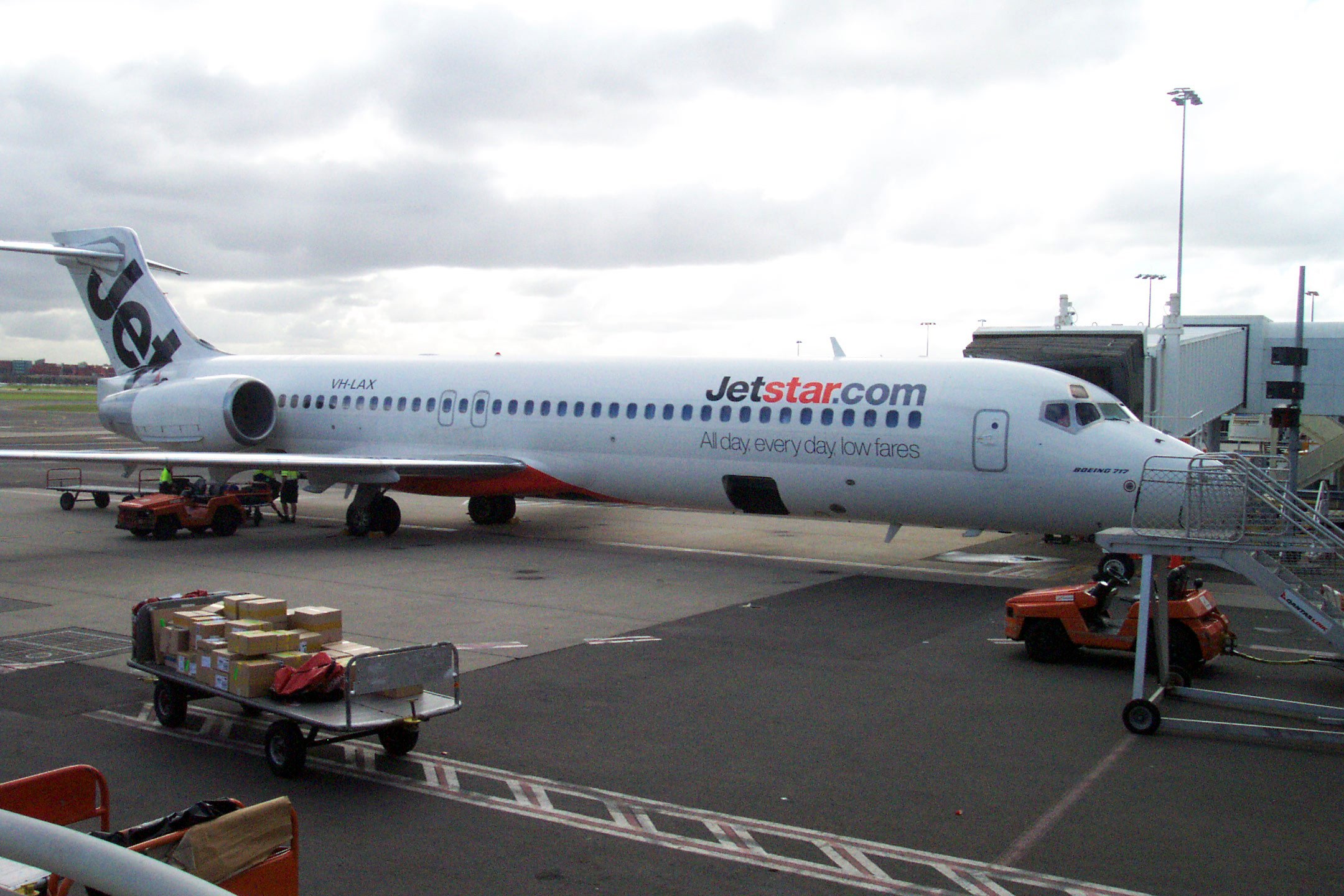
Boeing 717 da Jetstar.

Depois que a McDonnell Douglas se fundiu com a Boeing, em agosto de 1997, muitos observadores industriais acreditaram que a Boeing iria suspender a produção do MD-95.  Contudo, a Boeing foi além com o projeto e o renomeou como "Boeing 717".  Acredita-se que o nome foi escolhido para cobrir o vazio existente na nomeclatura clássica de aviões da empresa, entre o 707 e o 727 [carece de fontes?].O nome "717" era um jargão da Boeing para se referir ao KC-135 Stratotanker[carece de fontes?]. O 717 foi usado para dar um novo design para o Boeing 720 para modificar e renovar a aeronave, com o objetivo de atender os pedidos das companhias aéreas. Uma nota sobre a história da Boeing diz que a partir do lançamento da aeronave comercial, foi usada a designação "717-100" para o modelo militar e "717-200" para a aeronave comercial.

### Fim da Produção
A Boeing não estava tendo muito sucesso nas vendas do 717, mesmo tendo recebido o primeiro pedido, feito pela Air Tran, de 50 aeronaves. Além disso, a companhia via-se ameaçada pelo lançamento de aeronaves mais modernas na mesma classe de assentos pela Embraer e a Bombardier. Além disso, após 2001, iniciou-se um período de pós-regulamentação no mercado de aviação comercial americano.
O primeiro golpe foi a perda de um contrato com a Air Canada que escolheu os ERJ, da Embraer, e CRJ, da Bombarider, em vez do 717.
Vale lembrar também que o 717 foi a última aeronave a ser produzida na antiga fábrica da Douglas em Long Beach, Califórnia, e a produção nessa fábrica implicava em custos mais altos e emprego de mais mão de obra.
Além disso, a Boeing percebeu que o diferente cockpit, se comparado às aeronaves da família 737, exigia outro treinamento para tripulações que quisessem migrar do 737 para o 717, o que comprometia custos e era mal visto pelas companhias. Comparativamente, a Airbus manteve um padrão semelhante de Cockpit, possibilitando fácil adaptação na família dos Airbus A320.
Em Abril de 2006 o último 717 entrou na linha de produção e em 23 de maio de 2006 foram entregues os dois últimos Boeing 717, número 155 e 156 da linha de produção, para a Midwest Airlines e para a Air Tran, respectivamente.

## Design

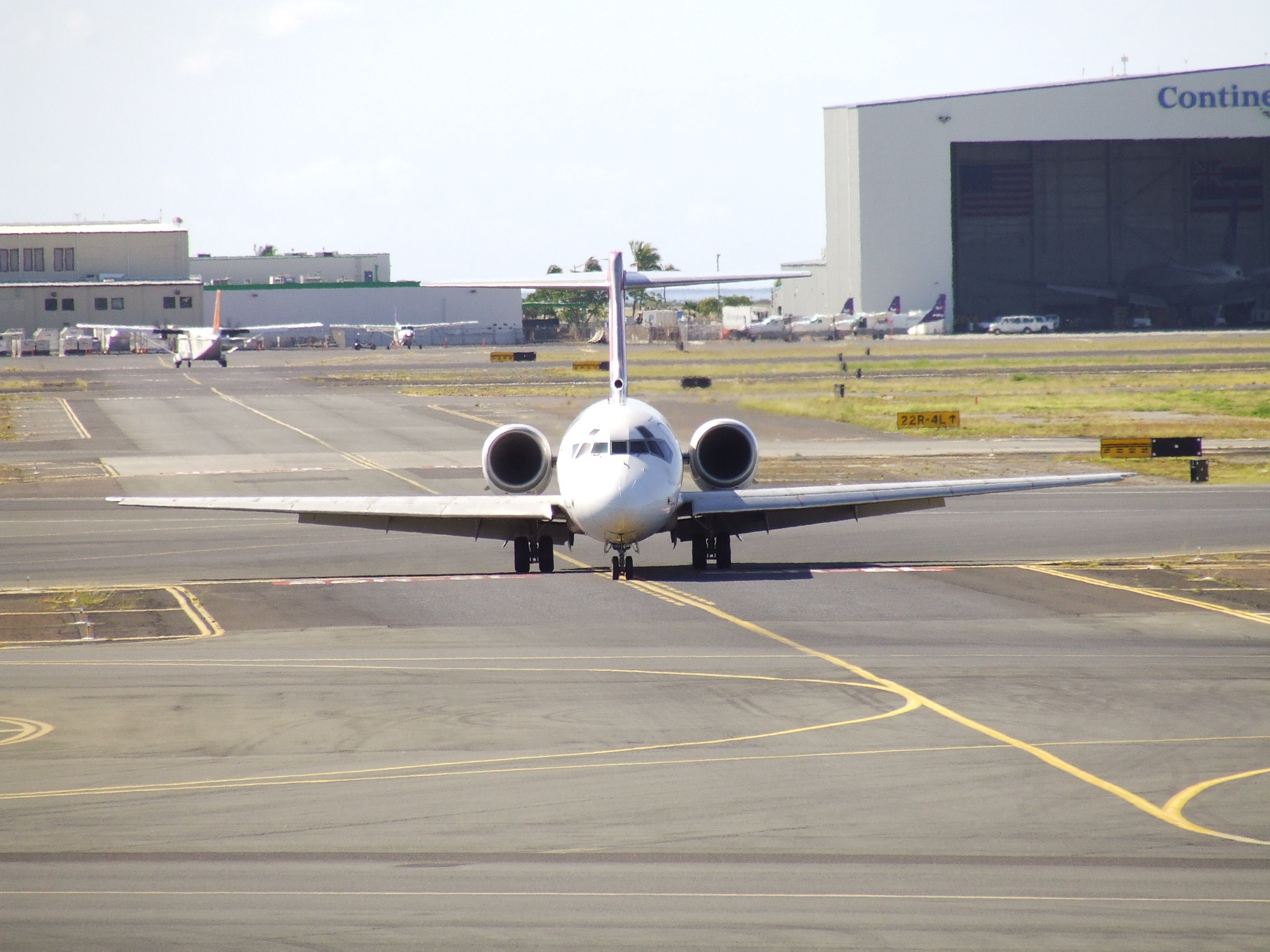
Vista frontal do Boeing 717.

O 717 dispõe de uma cabine com tripulação técnica formada por dois tripulantes e de telas intermutáveis de cristal líquido.  O  design do cockpit é chamado de Advanced Common Flight deck (ACF) e é bastante ligado com o do MD-11.  O cockpit também dispões do chamado Electronic Instrument System  um GPS, entre outros. A categoria IIIb de pousos por instrumentos capacitam  a aeronave para pousos em mau tempo .
Em conjunção com a "Parker Hannifin, MPC Products of Skokie, Illinois", a Boeing também produziu o sistema fly-by-wire para o 717.  Os módulos substituíram os aparelhos muito pesados nos precedentes DC-9 e MD-80.  Os motores Rolls-Royce BR715 são completamente controlados por um sistema automatizado de controle de velocidade, o (FADEC - Full Authority Digital Engine Control) construído pela BAE Systems oferecendo melhor controlabilidade e otimização do que os seus antecessores.
Como seus antecessores DC-9, MD-80 e MD-90, o 717 tem assentos dispostos no formato 2+3, ou seja, 2 assentos de um lado do corredor e 3 do outro, ao contrário da maioria dos jatos de corredor único, que são 3 + 3 (3 assentos de cada lado do corredor).

## Versões
Três versões iniciais foram propostas pela McDonnell Douglas em 1993:
- MD-95-30: Aeronave "base" para 100 assentos
- MD-95-30ER: Versão Extended Range (Alcance estendido - com maior capacidade de combustível)
- MD-95-50: Versão um pouco maior com capacidade para 122 passageiros

### Boeing 717 Business Express
O Boeing 717 Business Express foi uma versão corporativa proposta do 717-200, apresentado na Convenção EBACE em Genebra, Suíça em Maio de 2003. Configurável de 40 a 80 passageiros em primeira classe ou executiva (tipicamente 60 passageiros com distância de 132 cm entre os assentos). O alcance máximo na configuração HGW (High Gross Weight) com combustível auxiliar e 60 passageiros era de 3.140 milhas náuticas (5.815 km). A versão complementa a família BBJ.

## Especificações
|                                | 717-200 Basic Gross Weight       | 717-200 High Gross Weight        |
| ------------------------------ | -------------------------------- | -------------------------------- |
| Passageiros, capacidade típica | 106 (2 classes) 117 (1 classe)   | 106 (2 classes) 117 (1 classe)   |
| Tamanho                        | 37.8 m                           | 37.8 m                           |
| Envergadura                    | 93 pés e 5 polegadas (28,47 m)   | 93 pés e 5 polegadas (28,47 m)   |
| Tamanho da cauda               | 29 pés 1 polegada (8,92 m)       | 29 pés 1 polegada (8,92 m)       |
| Largura da cabine (externa)    | 131.6 polegadas (334.2 cm)       | 131.6 polegadas (334.2 cm)       |
| Largura da cabine, interna     | 123.8 polegadas (314.5 cm)       | 123.8 polegadas (314.5 cm)       |
| MTOW                           | 110,000 lb (49,900 kg)           | 121,000 lb (54,900 kg)           |
| Alcance máximo em carga máxima | 1,430 Milhas náuticas (2.645 km) | 2,060 Milhas Náuticas (3.815 km) |
| Velocidade de cruzeiro         | Mach 0.77 (570 mph, 917 km/h)    | Mach 0.77 (570 mph, 917 km/h)    |
| Motores (2x)                   | Rolls Royce BR715-A1-30          | Rolls Royce BR715-C1-30          |
| Empuxo do motor                | 18.500 lbf (82.3 kN)             | 21,000 lbf (93.4 kN)             |

Fontes

## Incidentes
Até Abril de 2017, o Boeing 717 teve cinco incidentes, sem nenhuma perda ou morte.  Os incidentes incluem uma colisão no solo durante o taxiamento, um pouso crítico e uma tentativa de sequestro.